# Fisker Atlantic
Fisker Atlantic – hybrydowy samochód osobowy klasy średniej wyprodukowany pod amerykańską marką Fisker Automotive w 2012 roku.

## Historia i opis modelu
Fisker Atlantic jako prototyp został po raz pierwszy zaprezentowany w Nowym Jorku w kwietniu 2012 roku. Samochód powstał na bazie większego sedana Karma, mając ostatecznie uplasować się w ofercie producenta jako model klasy średniej. Planowana premiera seryjnego Fiskera Atlantic miała odbyć się w 2017 roku, jednak z powodu bankructwa Fisker Automotive nie doszła do skutku.